# Motoneuron-Krankheit Madras
Die Motoneuron-Krankheit Madras, kurz MMND, (englisch Madras motor neuron disease) gehört zu den Motoneuron-Krankheiten und ist charakterisiert durch eine im Jugendalter beginnende Schwäche mit Atrophie der Gliedmaßen zusammen mit verschiedenen Hirnnervenlähmungen sowie einer Schallempfindungsschwerhörigkeit.

## Verbreitung
Die Häufigkeit ist nicht bekannt, bislang wurden knapp 200 Patienten beschrieben, zum größten Teil aus Südindien. Die Erkrankung tritt sporadisch auf, über eine Vererbung ist noch nichts bekannt.
Diese Sonderform stellt etwa 4 % aller Formen der Motoneuron-Krankheiten.

## Ursachen
Es werden Veränderungen in der mitochondrialen DNA vermutet.

## Klinische Erscheinungen
Die wichtigsten klinischen Symptome sind:
- Hagere Figur
- Atrophie der Muskulatur an den distalen Anteilen der Gliedmaßen
- Beteiligung von Gesichts- und Schluckmuskulatur Hirnnerven VII, IX und XII
- Pyramidenzeichen
- Schwerhörigkeit

## Diagnose
Die Diagnose ergibt sich aus den klinischen Befunden. In der Elektromyographie findet sich eine chronische unvollständige Denervierung.

## Differentialdiagnose
Abzugrenzen sind:
- Amyotrophe Lateralsklerose
- Spinozerebelläre Ataxien
- Brown-Vialetto-van-Laere-Syndrom
- Progressive Muskelatrophie
- Post-Polio-Syndrom
- Spinale Muskelatrophie

## Therapie
Eine ursächliche Behandlung ist derzeit nicht möglich. Eine Versorgung mit Hörgeräten gilt als hilfreich.

## Heilungsaussicht
Die Krankheit ist langsam progredient, schränkt die Lebenserwartung aber nicht ein.